# Ralph Kubail
Ralph Kubail (ur. 30 kwietnia 1952 w Berlinie, zm. 15 sierpnia 1981) – niemiecki wioślarz reprezentujący RFN, brązowy medalista olimpijski i dwukrotny medalista mistrzostw świata.

## Kariera sportowa
Wystąpił na igrzyskach olimpijskich w Montrealu w 1976, gdzie osada RFN w składzie: Hans-Johann Färber, Ralph Kubail, Siegfried Fricke, Peter Niehusen i Hartmut Wenzel (sternik) zdobyła brązowy medal w czwórkach ze sternikiem. W finale uplasowali się o 2,48 sekundy za osadą ZSRR i o 4,26 sekundy za osadą NRD. Był to jego jedyny start olimpijski.
W czwórkach ze sternikiem zdobył także brązowe medale na mistrzostwach świata w Lucernie (1974) i mistrzostwach świata w Nottingham (1975).
Zmarł na chłoniaka w wieku 29 lat.